# 柑子色
柑子色（こうじいろ）とは、色の一つで、柑子の果実のような色である。

## 概要
天然染料での染色は、アカネ科クチナシとキク科ベニバナを合わせて染めていたが、ベニバナの代わりに蘇芳の明礬媒染も行われていた。